# Danny Jones
Daniel Alan David "Danny" Jones, född 12 mars 1986 i Bolton i Greater Manchester, är en brittisk musiker. Han är gitarrist, sångare och låtskrivare i McFly. Han kan även spela munspel och ukulele.

## Biografi och karriär
Jones växte upp i Bolton. Under sin uppväxt bildade han tillsammans med sin syster Vicky och deras kamrat Chris bandet Y2K som senare var med i tv-programmet Step to the stars. I skolan blev han mobbad, bland annat för att han spelade gitarr. I och med mobbningen skrev han, 16 år gammal, låten Not Alone som han senare spelade in tillsammans med McFly. Låten finns med på McFlys första album Room On The 3rd Floor.